# Noc paskiewiczowska
Noc paskiewiczowska – okres w historii Polski datowany na lata 1831–1856. Swoją nazwę wziął od nazwiska Iwana Paskiewicza, który w 1832, po upadku powstania listopadowego, decyzją cara Mikołaja I został namiestnikiem Królestwa Polskiego. Okres ten charakteryzował się wzmożeniem represji politycznych oraz sankcji gospodarczych wobec Królestwa Polskiego ze strony Imperium Rosyjskiego.